# París-Niça 2010
La París-Niça 2010 és la 68a edició de la cursa ciclista París-Niça i es disputà entre el 7 i el 14 de març de 2010. Aquesta és la segona prova del Calendari mundial UCI 2010 després del Tour Down Under.
La cursa fou dominada pels ciclistes espanyols que van encapçalar les tres primeres places del podi. El vencedor fou Alberto Contador, amb 11" d'avantatge sobre Alejandro Valverde i 25" sobre el vencedor de l'edició anterior, Luis León Sánchez. Amb tot, la posterior sanció a Valverde per part de la Unió Ciclista Internacional va fer que se li retiressin tots els seus resultats de l'any, per la qual cosa Luis León Sánchez fou segon i Roman Kreuziger tercer

## Equips participants
Un total de vint-i-dos equips prendran part en aquesta edició de la París-Niça, dos més que en les darreres edicions. D'aquests equips setze formen part de l'UCI-ProTour i sis són equips continentals:
- equips ProTour: AG2R La Mondiale, Astana, Caisse d'Epargne, Euskaltel-Euskadi, Garmin-Transitions, La Française des Jeux, Lampre-Farnese Vini, Liquigas, Omega Pharma-Lotto, Quick Step, Rabobank, Team Sky, Team HTC-Columbia, Team Katusha, Team RadioShack, Team Saxo Bank
- equips continentals: BBox Bouygues Telecom, Cervélo TestTeam, Cofidis, Saur Sojasun, Skil-Shimano, Vacansoleil

## Recorregut
Després d'un pròleg de 8 km, els esprínters tindran l'oportunitat de destacar en el final de la primera etapa. A partir d'aquell moment els ciclistes hauran d'afrontar un seguit d'etapes pel Massís Central amb diversos ports, carreteres trencacames i finals complicats que han de començar a clarificar la classificació general. L'etapa reina és la penúltima, amb 220 km fins a 8 ports de muntanya, el darrer d'ells de primera categoria i a tan sols 30 km de l'arribada. La darrera etapa fins a Niça segueix l'esquema clàssic de les darreres edicions, amb el pas pel Col de Porte, La Turbie i Col d'Eze.

## Etapes
| Etapes   | Data       | Recorregut                           | Km      | Vencedor d'etapa  | Líder de la general |
| -------- | ---------- | ------------------------------------ | ------- | ----------------- | ------------------- |
| Pròleg   | 7 de març  | Montfort-l'Amaury-Montfort-l'Amaury  | 8 (CRI) | Lars Boom         | Lars Boom           |
| 1a etapa | 8 de març  | Saint-Arnoult-en-Yvelines-Contres    | 201,5   | Gregory Henderson | Lars Boom           |
| 2a etapa | 9 de març  | Contres-Llemotges                    | 203,5   | William Bonnet    | Lars Boom           |
| 3a etapa | 10 de març | Saint-Junien-Aurillac                | 155     | Peter Sagan       | Jens Voigt          |
| 4a etapa | 11 de març | Maurs-Mende                          | 172     | Alberto Contador  | Alberto Contador    |
| 5a etapa | 12 de març | Pernes-les-Fontaines-Ais de Provença | 153.5   | Peter Sagan       | Alberto Contador    |
| 6a etapa | 13 de març | Peynier-Tourrettes-sur-Loup          | 220     | Xavier Tondo      | Alberto Contador    |
| 7a etapa | 14 de març | Niça-Niça                            | 119     | Amaël Moinard     | Alberto Contador    |

### Pròleg
7 de març de 2010. Montfort-l'Amaury - Montfort-l'Amaury. 8 km (CRI)
Sobre un recorregut de 8 km en format de Contrarellotge individual els ciclistes han de superar una cota de 3a categoria, la Cota de Boursouffle (0,6 km al 6%).
Lars Boom (Rabobank ProTeam) s'imposa amb un temps de 10' 56" i es vesteix amb el mallot groc, el dels punts, millor escalador i millor jove. Per darrere seu queden Jens Voigt i Levi Leipheimer.
|   | Ciclista         | Equip                 | Temps   |
| - | ---------------- | --------------------- | ------- |
| 1 | Lars Boom        | Rabobank ProTeam      | 10' 56" |
| 2 | Jens Voigt       | Team Saxo Bank        | + 3"    |
| 3 | Levi Leipheimer  | Team RadioShack       | + 6"    |
| 4 | Alberto Contador | Astana Qazaqstan Team | + 6"    |
| 5 | Peter Sagan      | Liquigas-Doimo        | + 10"   |

|   | Ciclista         | Equip                 | Temps   |
| - | ---------------- | --------------------- | ------- |
| 1 | Lars Boom        | Rabobank ProTeam      | 10' 56" |
| 2 | Jens Voigt       | Team Saxo Bank        | + 3"    |
| 3 | Levi Leipheimer  | Team RadioShack       | + 6"    |
| 4 | Alberto Contador | Astana Qazaqstan Team | + 6"    |
| 5 | Peter Sagan      | Liquigas-Doimo        | + 10"   |

### Etapa 1
8 de març de 2010. Saint-Arnoult-en-Yvelines -Contres. 201,5 km
La primera etapa és totalment plana, amb dos esprints intermedis i l'arribada a Contres.
Romain Feillu, que ataca al km.3 i Albert Timmer, que poc després l'agafa formen l'escapada del dia, arribant a tenir fins a 6'20" d'avantatge al km 32. Poc després el gran grup comença a reduir les diferències, però no serà fins al km 146 d'etapa quan seran agafats. En els dos esprints intermedis Lars Boom passa en tercera posició aconseguint arreplegar dos segons de bonificacions.
Philippe Gilbert i Tom Veelers són els següents en intentar l'escapada a manca de 41 km, però seran agafats quan sols quedin 16 km. Nombroses caigudes afecten el gran grup durant el pas del riu Loira: Levi Leipheimer, Samuel Sanchez i Damiano Cunego.
En els quilòmetres finals el Caisse d'Epargne imposa un fort ritme que provoca el trencament del gran grup. Al capdavant queden 16 corredors, entre ells Luis León Sánchez, Alejandro Valverde, Tony Martin, Roman Kreuziger, Lars Boom, David Millar, Serguei Ivanov i Greg Henderson. Aquest grup es juga la victòria a l'esprint, sent el vencedor Greg Henderson per davant Grega Bole i Jérémie Galland. Lars Boom conserva el lideratge, mentre que la resta de favorits arribaren a 17" del vencedor.
Cal destacar la caiguda patida per Alberto Contador a manca de 4 km, que tot i no fer-li perdre temps, sí que li provocà un fort hematoma a la cuixa esquerra.
|   | Ciclista           | Equip               | Temps      |
| - | ------------------ | ------------------- | ---------- |
| 1 | Gregory Henderson  | Team Sky            | 4h 22' 17" |
| 2 | Grega Bole         | Lampre-Farnese Vini | m. t.      |
| 3 | Jérémie Galland    | Saur-Sojasun        | m. t.      |
| 4 | Aleksandr Kólobnev | Team Katusha        | m. t.      |
|   | Alejandro Valverde | Caisse d'Epargne    | m. t.      |

|   | Ciclista          | Equip              | Temps      |
| - | ----------------- | ------------------ | ---------- |
| 1 | Lars Boom         | Rabobank ProTeam   | 4h 33' 11" |
| 2 | Jens Voigt        | Team Saxo Bank     | + 5"       |
| 3 | David Millar      | Garmin-Transitions | + 13"      |
| 4 | Luis León Sánchez | Caisse d'Epargne   | + 14"      |
| 5 | Roman Kreuziger   | Liquigas-Doimo     | + 15"      |

### Etapa 2
9 de març de 2010. Contres - Llemotges. 201 km
A poc a poc els ciclistes es van apropant als Massís Central i comencen les primeres dificultats muntanyoses de la cursa. Tres petites cotes de 3a categoria, una només començar i les altres dues en els darrers 50 km hauran de ser superades pels ciclistes.
Al km 4 es produeix l'etapa del dia, protagonitzada per Marco Finetto (Liquigas), Laurent Mangel (Saur), Koen de Kort (Skil) i Jens Mouris (Vacansoleil). Els quatre no arribaren a disposar en cap moment de més de 4 minuts, ja que el Rabobank ProTeam i el Team HTC-Columbia controlaven la cursa pel darrere. Els quatre foren agafats quan mancaven 18 km per a l'arribada.
Amb uns favorits més atents que el dia anterior, intentant evitar els ventalls provocats pel vent, finalment s'arribà a l'esprint a l'arribada a Llemotges, tot i un darrer intent de fuga de Cyril Gautier. Una caiguda en els darrers metres eliminà bona part dels esprínters, sent el vencedor final William Bonnet.
|   | Ciclista          | Equip                 | Temps      |
| - | ----------------- | --------------------- | ---------- |
| 1 | William Bonnet    | BBox Bouygues Telecom | 4h 22' 40" |
| 2 | Peter Sagan       | Liquigas-Doimo        | m. t.      |
| 3 | Luis León Sánchez | Caisse d'Epargne      | m. t.      |
| 4 | Mirco Lorenzetto  | Lampre-Farnese Vini   | m. t.      |
| 5 | Juan José Haedo   | Team Saxo Bank        | m. t.      |

|   | Ciclista          | Equip              | Temps      |
| - | ----------------- | ------------------ | ---------- |
| 1 | Lars Boom         | Rabobank ProTeam   | 8h 55' 51" |
| 2 | Jens Voigt        | Team Saxo Bank     | + 5"       |
| 3 | Luis León Sánchez | Caisse d'Epargne   | + 10"      |
| 4 | David Millar      | Garmin-Transitions | + 13"      |
| 5 | Roman Kreuziger   | Liquigas-Doimo     | + 15"      |

### Etapa 3
10 de març de 2010. Sent Junian - Aurillac. 208 km
Els primers quilòmetres d'etapa són ondulats, amb diverses cotes de tercera categoria, fins que al km 128 superen la primera de les tres dificultats de segona categoria del dia, la Cota de Sainte Fortunade (5,3 km al 4,5%). Aquesta ascensió duu els ciclistes a un descens vertiginós fins a la següent dificultat de segona categoria, la Cota de Sexcles (4,8 km al 6,4%), que es corona al km 165. Tot seguit el terreny es torna pla, sense descens cap mena de descens, per trobar-se la darrera de les dificultats a sols 3 km de l'arribada, la Cota de la Martinie (1,1 km al 7,2%), a Aurillac.
Les importants nevades caigudes a la zona han fet impossible l'inici de la cursa a Sent Junian. Aquest s'ha traslladat a Sent Iriès, amb la qual cosa s'ha retallat el recorregut en 53 km i ha quedat en una etapa de 153 km.
En els primers quilòmetres hi ha nombroses temptatives d'escapada que són avortades pel gran grup. Els primers a aconseguir escapar-se són Yann Huguet, Nikolas Maes i Jurgen Roelandts, que arriben a tenir una diferència màxima de 7' a la Cota de Sainte Fortunade. Quan el Caisse d'Epargne decideix tirar del gran grup la diferència comença a disminuir ràpidament, sent de sols 1' 05" al pas pel darrer esprint intermedi. Llavors ataca Huguet que és seguit per Roelandts, però no per Maes, que és reduït. Poc després també ho seran ells dos.
Al pas per la darrera dificultat muntanyosa Nicolas Roche és el primer. En el descens se li uneixen Alberto Contador, Peter Sagan, Tony Martin, Joaquim Rodríguez i Jens Voigt. A l'esprint Peter Sagan obté la victòria. El nou líder és Jens Voigt.
|   | Ciclista          | Equip             | Temps      |
| - | ----------------- | ----------------- | ---------- |
| 1 | Peter Sagan       | Liquigas-Doimo    | 3h 44' 28" |
| 2 | Joaquim Rodríguez | Team Katusha      | m. t.      |
| 3 | Nicolas Roche     | AG2R La Mondiale  | m. t.      |
| 4 | Jens Voigt        | Team Saxo Bank    | + 2"       |
| 5 | Tony Martin       | Team HTC-Columbia | + 2"       |

|   | Ciclista          | Equip              | Temps       |
| - | ----------------- | ------------------ | ----------- |
| 1 | Jens Voigt        | Team Saxo Bank     | 12h 40' 26" |
| 2 | Peter Sagan       | Liquigas-Doimo     | + 6"        |
| 3 | Luis León Sánchez | Caisse d'Epargne   | + 9"        |
| 4 | David Millar      | Garmin-Transitions | + 12"       |
| 5 | Roman Kreuziger   | Liquigas-Doimo     | + 14"       |

### Etapa 4
11 de març de 2010. Maurs - Mende. 173,5 km

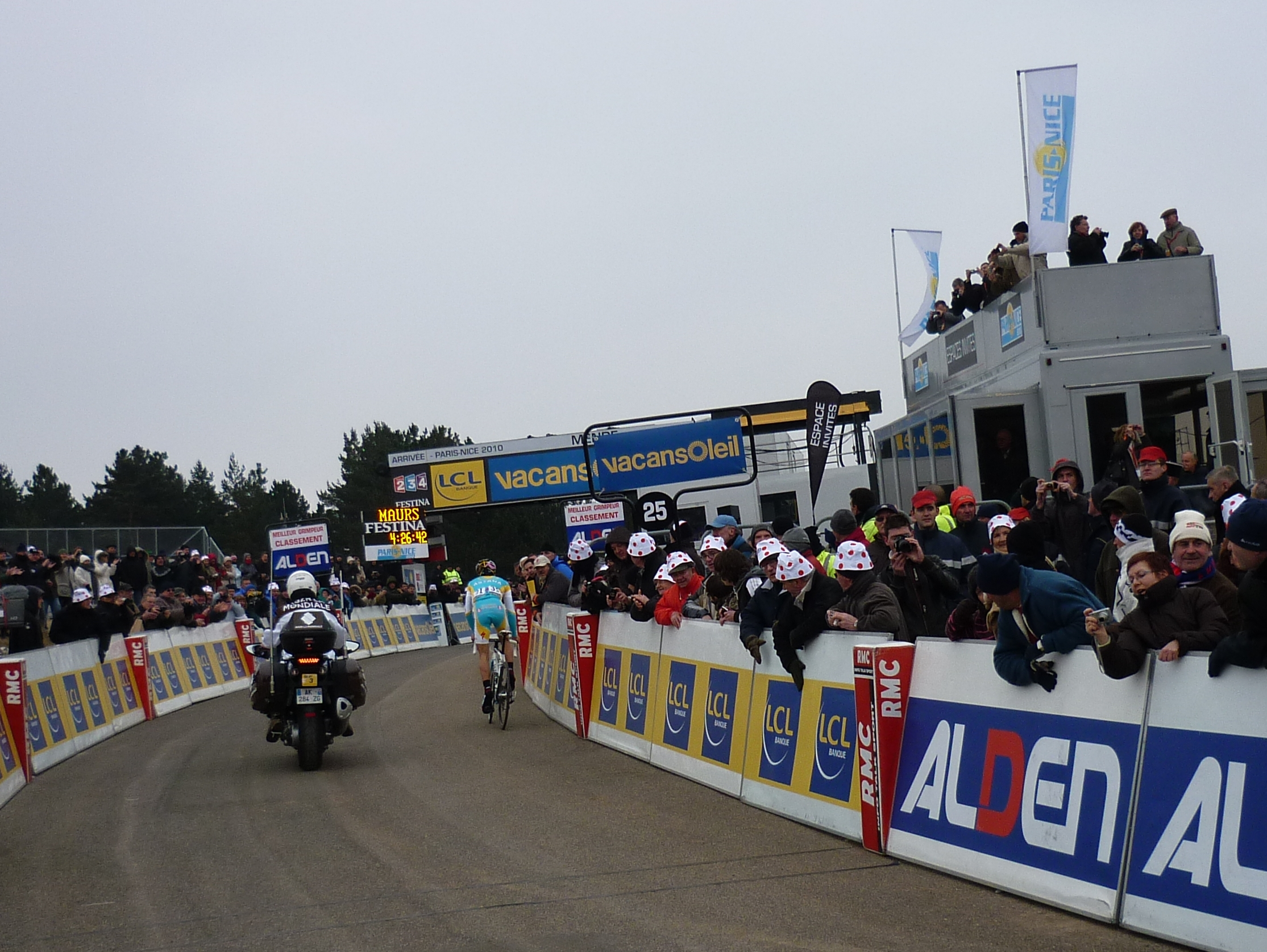
Contador camí de la victòria a les altures de Mende

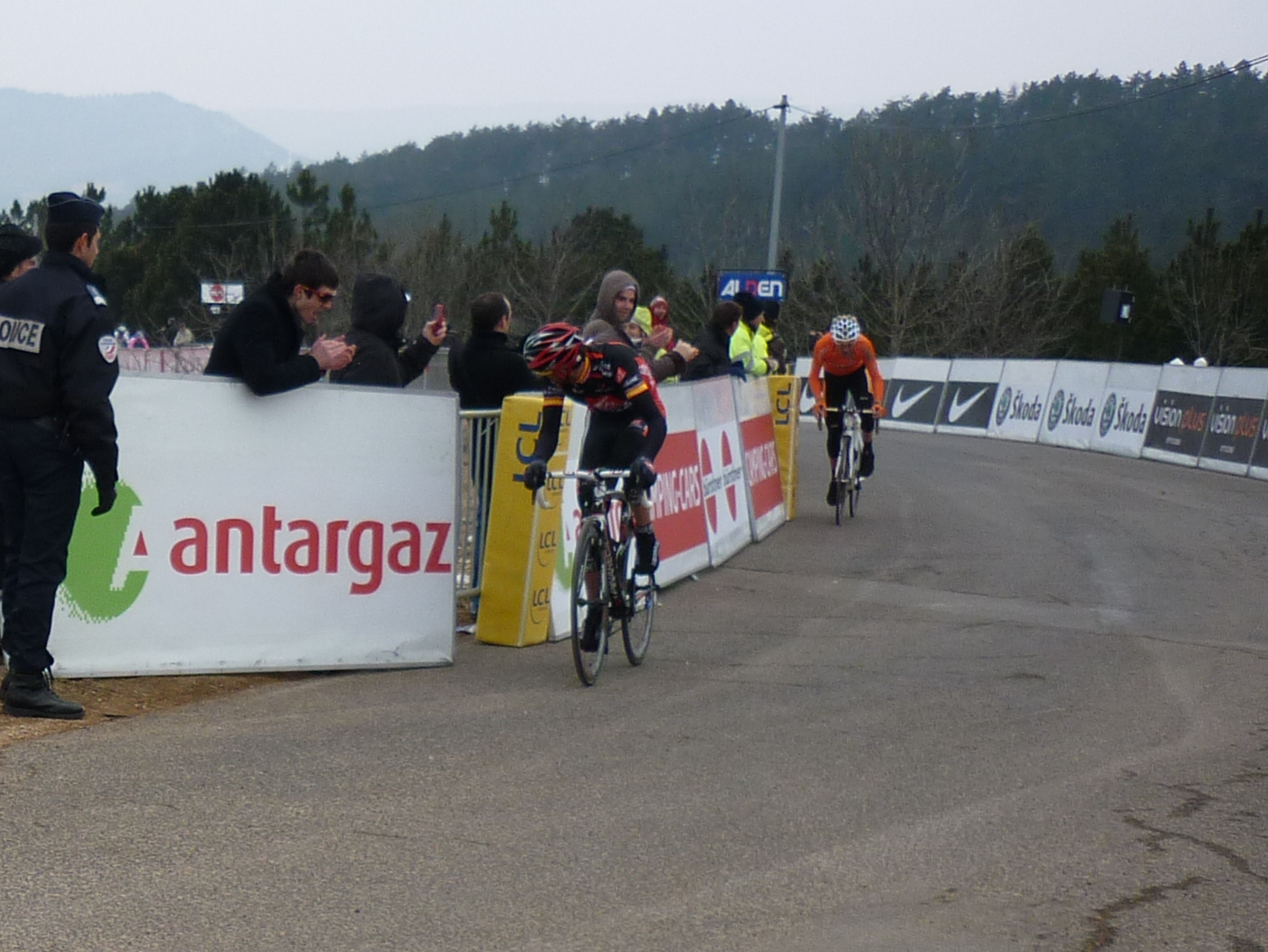
A. Valverde (2n) i S. Sánchez (3r) a 25 metres de l'arribada

El començament de l'etapa és força accidentat, amb la cota de Montsalvy, de segona categoria (4,2 km al 6%), al km 38,5. Després d'un fort descens arriben 30 km planers que porta els ciclistes a dues cotes de tercera categoria: la cota de Lassouts (7,5 km al 3,6%) i la cota de la Crouzette (3,9 km al 3,6%), amb els cims als km 94,5 i 112 respectivament. Entremig de les dues hi ha el primer esprint intermedi de la jornada. Tot seguit 50 km d'un fals pla per arribar a la part final de l'etapa, amb un port de segona categoria, la cota de Chabrits (2,4 km al 6,8%), al km 167,5, un esprint intermedi al km 168,5 i la pujada final, la cota de la Croix Neuve (3,0 km al 10,7%), de primera categoria, sobre Mende.
Després d'unes primeres temptatives infructuoses es forma una escapada a partir del km 12 formada per Julien Loubet, Mikel Nieve, Amaël Moinard, Marco Marcato, Jean Marc Marino i Albert Timmer que arriben a tenir fins a 5' 20" sobre el gran grup al km 50.
Els ciclistes del Saxo Bank són els encarregats de mantenir els escapats amb una diferència entre 3 i 4 minuts, però a partir de la meitat de la cursa els homes de l'Astana endureixen la cursa per anar reduint gradualment la diferència, sent agafats a manca d'11 km per al final.
Durant l'ascensió a la cota de Chabrits hi ha diversos intents d'escapada, però els equips dels favorits no les permeten, esperant que en l'ascens final a la Croix Neuve ataquin els caps de fila. A 2 km de la meta ataca Christophe Le Mevel, el qual és contraatacat per Alberto Contador a 1,6 km, sense que ningú el pugui seguir. Contador guanya l'etapa i es fa amb el mallot groc, amb 25" d'avantatge sobre Alejandro Valverde i 28" sobre Roman Kreuziger.
|   | Ciclista           | Equip                 | Temps      |
| - | ------------------ | --------------------- | ---------- |
| 1 | Alberto Contador   | Astana Qazaqstan Team | 4h 26' 47" |
|   | Alejandro Valverde | Caisse d'Epargne      | + 10"      |
| 2 | Samuel Sánchez     | Euskaltel–Euskadi     | + 10"      |
| 3 | Joaquim Rodríguez  | Team Katusha          | + 18"      |
| 4 | Thomas Voeckler    | BBox Bouygues Telecom | + 20"      |

|   | Ciclista           | Equip                 | Temps      |
| - | ------------------ | --------------------- | ---------- |
| 1 | Alberto Contador   | Astana Qazaqstan Team | 17h 7' 23" |
|   | Alejandro Valverde | Caisse d'Epargne      | + 24"      |
| 2 | Roman Kreuziger    | Liquigas-Doimo        | + 25"      |
| 3 | Luis León Sánchez  | Caisse d'Epargne      | + 28"      |
| 4 | Samuel Sánchez     | Euskaltel–Euskadi     | + 29"      |

### Etapa 5
12 de març de 2010. Pernes-les-Fontaines - Ais de Provença. 157 km
Etapa de mitja muntanya, amb 4 ports puntuables:, sent el Col de Murs (10,5 km al 4,3%), al km 40, de segona categoria
el primer d'ells. Els altres tres port són de tercera categoria: la Cota Lacoste (2,6 km al 3,8%), la Cota de Bonnieux (2,6 km al 4,2%) i la Cota de Saint-Canadet (4,8 km al 3,9%) als quilòmetres 75,5, 84,5 i 127.
En la primera part de l'etapa hi ha nombrosos intents infructuosos d'escapada. És el cas de Sylvain Chavanel que ataca durant l'ascensió al col de Murs. Dimitri Champion accelera durant la segona part del port i passa en primera posició pel coll amb una desena de segons sobre Amaël Moinard i és agafat al km 55. Maxime Bouet ataca al km 59, però és agafat al km 71,5. Pierrick Fédrigo també s'està escapant durants uns quilòmetres.
Poc després es forma una escapada formada per 10 ciclistes. D'aquests queden al capdavant Sylvain Calzati, Carlos Barredo, Volodymir Gustov i Rein Taaramäe que arribaren a disposar de prop de minut i mig com a màxima diferència abans de ser agafats pel grup principal, al capdavant del qual hi havia l'Ag2r-La Mondiale imposant un fort ritme que fa que vagi perdent unitats. A dos quilòmetres per l'arribada Christophe Le Mével ataca, sent respost poc després per Peter Sagan. En passar pel darrer quilòmetre disposa d'una cinquantena de metres sobre el grup, però resisteix l'esprint final i guanya en solitari la seva segona etapa de la present edició. Alberto Contador manté el lideratge, metre que Amaël Moinard aconsegueix el lideratge provisional de la muntanya.
|   | Ciclista           | Equip               | Temps      |
| - | ------------------ | ------------------- | ---------- |
| 1 | Peter Sagan        | Liquigas-Doimo      | 3h 34' 15" |
| 2 | Mirco Lorenzetto   | Lampre-Farnese Vini | + 2"       |
|   | Alejandro Valverde | Caisse d'Epargne    | + 2"       |
| 3 | Mathieu Ladagnous  | FDJ                 | + 2"       |
| 4 | Jens Voigt         | Team Saxo Bank      | + 2"       |

|   | Ciclista           | Equip                 | Temps       |
| - | ------------------ | --------------------- | ----------- |
| 1 | Alberto Contador   | Astana Qazaqstan Team | 20h 41' 40" |
|   | Alejandro Valverde | Caisse d'Epargne      | + 20"       |
| 2 | Roman Kreuziger    | Liquigas-Doimo        | + 25"       |
| 3 | Luis León Sánchez  | Caisse d'Epargne      | + 26"       |
| 4 | Samuel Sánchez     | Euskaltel–Euskadi     | + 29"       |

### Etapa 6
13 de març de 2010. Peynier - Tourrettes-sur-Loup. 220 km
Etapa més llarga de la present edició i amb vuit ports puntuables: cinc ports de 3a categoria als km 33,5, 38, 101, 131,5 i 147; dos de segona, als km 85,5 i 156,5; i un de primera categoria, el coll de Vence (9,7 km al 6,6%) a sols 33 km per a l'arribada.
Molts corredors intenten escapar-se de sortida, però no serà fins a l'ascensió a la cota de Barjols (km 38) quan ataqui Tony Martin i es formi una nombrosa escapada integrada vint-i-tres ciclistes, entre els quals destaquen Chris Anker Sørensen, Sylvain Chavanel, Kevin Seeldrayers, Dmitri Fofónov, Maxime Monfort, Xavier Tondo, Jurgen van den Broeck, Levi Leipheimer, Damiano Cunego, Aleksandr Kólobnev i Amaël Moinard. La presència a l'escapada de Sylvain Chavanel, 14è a la general fa que el Garmin-Transitions, l'Astana Qazaqstan Team i el Caisse d'Epargne els mantinguin a ratlla i la màxima diferència sigui de 2' 10" al km 150.
El Col de Vence és el lloc apropiat per fer la selecció final. El grup d'escapats es va reduint a poc a poc. A mitja ascensió Xavier Tondo ataca, sent seguit, en un primer moment, sols per Damiano Cunego i Cyril Gautier. En coronar el port Tondo ho fa en solitari, mentre que la resta d'escapats van sent engolits pel grup dels favorits. Gautier és agafat a manca de 20 km i Cunego quan sols en queden 7. Finalment Tondo pot administrar la seva diferència i arriba en solitari amb 6" per davant d'Alejandro Valverde, que d'aquesta manera retalla en 6" més el temps respecte a Alberto Contador.
|   | Ciclista           | Equip             | Temps      |
| - | ------------------ | ----------------- | ---------- |
| 1 | Xavier Tondo       | Cervélo TestTeam  | 5h 01' 39" |
|   | Alejandro Valverde | Caisse d'Epargne  | + 5"       |
| 2 | Peter Sagan        | Liquigas-Doimo    | + 5"       |
| 3 | Samuel Sanchez     | Euskaltel–Euskadi | + 5"       |
| 4 | Joaquim Rodríguez  | Team Katusha      | + 5"       |

|   | Ciclista           | Equip                 | Temps       |
| - | ------------------ | --------------------- | ----------- |
| 1 | Alberto Contador   | Astana Qazaqstan Team | 25h 43' 24" |
|   | Alejandro Valverde | Caisse d'Epargne      | + 14"       |
| 2 | Roman Kreuziger    | Liquigas-Doimo        | + 25"       |
| 3 | Luis León Sánchez  | Caisse d'Epargne      | + 26"       |
| 4 | Samuel Sánchez     | Euskaltel–Euskadi     | + 29"       |

### Etapa 7
14 de març de 2010. Niça - Niça. 119 km
La darrera etapa té el traçat habitual de les darreres edicions, amb tres ports de primera categoria: el coll de Porte (7,2 km al 7,2%), la Turbie (7,6 km al 4,8%) i el coll d'Èze (4,2 km al 6,8%), als km. 51, 88,5 i 103 respectivament. L'arribada es troba a la Promenade des Anglais de Niça.
Els primers quilòmetres d'etapa venen marcats per la presència d'un esprint amb bonificacions al km 18,5 que podia portar Alejandro Valverde més a prop del lideratge. Finalment Valverde no bonifica, però sí el seu company d'equip Luis León Sánchez, que d'aquesta manera supera Roman Kreuziger a la general.
Al coll de Porte són diversos els ciclistes que intenten l'escapada en va, entre ells Sylvain Chavanel, Jean-Christophe Peraud i Alejandro Valverde. A 2 km del cim Thomas Voeckler i Amaël Moinard aconsegueixen una petita diferència que a poc a poc aniran augmentant durant el descens. Al cim de la Turbie disposen d'1' 55" sobre el grup del líder. Durant l'ascens al coll d'Èze Joaquim Rodríguez ataca, sent seguit per Alberto Contador i Alejandro Valverde. Al cim el duet capdavanter sols disposa de 16" respecte al trio perseguidor.
Durant el descens el trio perseguidor és atrapat per un grupet de 12 ciclistes en què hi ha la resta de favorits. A manca de 2 km Moinard i Voeckler encara disposen de 14". El primer a llançar l'esprint és Thomas Voeckler a 400 metres de la línia de meta, però és superat per Amaël Moinard, que d'aquesta manera aconsegueix la seva victòria més important en el seu palmarès fins al moment. Valverde acaba tercer i retalla una mica més el temps respecte Contador, però sent aquest insuficient i quedant en la segona posició final.
|   | Ciclista           | Equip                 | Temps      |
| - | ------------------ | --------------------- | ---------- |
| 1 | Amaël Moinard      | Cofidis               | 2h 52' 09" |
| 2 | Thomas Voeckler    | BBox Bouygues Telecom | m. t.      |
|   | Alejandro Valverde | Caisse d'Epargne      | + 3"       |
| 3 | Nicolas Roche      | AG2R La Mondiale      | + 3"       |
| 4 | Rein Taaramäe      | Cofidis               | + 3"       |

|   | Ciclista           | Equip                 | Temps       |
| - | ------------------ | --------------------- | ----------- |
| 1 | Alberto Contador   | Astana Qazaqstan Team | 28h 35' 35" |
|   | Alejandro Valverde | Caisse d'Epargne      | + 11"       |
| 2 | Luis León Sánchez  | Caisse d'Epargne      | + 25"       |
| 3 | Roman Kreuziger    | Liquigas-Doimo        | + 26"       |
| 4 | Samuel Sánchez     | Euskaltel–Euskadi     | + 30"       |

## Classificacions finals

### Classificació general
|    | Ciclista               | Equip                 | Temps       |
| -- | ---------------------- | --------------------- | ----------- |
| 1  | Alberto Contador       | Astana Qazaqstan Team | 28h 35' 35" |
|    | Alejandro Valverde     | Caisse d'Epargne      | + 11"       |
| 2  | Luis León Sánchez      | Caisse d'Epargne      | + 25"       |
| 3  | Roman Kreuziger        | Liquigas-Doimo        | + 26"       |
| 4  | Samuel Sánchez         | Euskaltel–Euskadi     | + 30"       |
| 5  | Jens Voigt             | Team Saxo Bank        | + 35"       |
| 6  | Joaquim Rodríguez      | Team Katusha          | + 37"       |
| 7  | Rein Taaramäe          | Cofidis               | + 1' 07"    |
| 8  | Jean-Christophe Peraud | Omega Pharma-Lotto    | + 1' 16"    |
| 9  | Jérôme Coppel          | FDJ                   | + 1' 17"    |
| 10 | Nicolas Roche          | AG2R La Mondiale      | + 1' 23"    |

|   | Ciclista         | Equip          | Punts |
| - | ---------------- | -------------- | ----- |
| 1 | Peter Sagan      | Liquigas-Doimo | 112   |
| 2 | Jens Voigt       | Team Saxo Bank | 104   |
| 3 | Alberto Contador | Team Astana    | 89    |

|   | Ciclista         | Equip                 | Punts |
| - | ---------------- | --------------------- | ----- |
| 1 | Amaël Moinard    | Cofidis               | 75    |
| 2 | Thomas Voeckler  | BBox Bouygues Telecom | 29    |
| 3 | Alberto Contador | Astana Qazaqstan Team | 24    |

|   | Ciclista        | Equip          | Temps       |
| - | --------------- | -------------- | ----------- |
| 1 | Roman Kreuziger | Liquigas-Doimo | 28h 36' 01" |
| 2 | Rein Taaramäe   | Cofidis        | + 41"       |
| 3 | Jérôme Coppel   | Saur-Sojasun   | + 51"       |

|   | Equip            | País         | Temps       |
| - | ---------------- | ------------ | ----------- |
| 1 | AG2R La Mondiale | França       | 85h 53' 50" |
| 2 | Cofidis          | França       | + 14"       |
| 3 | Team RadioShack  | Estats Units | + 1' 01"    |

## Evolució de les classificacions
| Etapa (Vencedor)          | Classificaió general | Classificació de la muntanya | Classificació per punts | Classificació del millor jove | Classificació per equips |
| ------------------------- | -------------------- | ---------------------------- | ----------------------- | ----------------------------- | ------------------------ |
| Pròleg (CRI) Lars Boom    | Lars Boom            | Lars Boom                    | Lars Boom               | Lars Boom                     | Team RadioShack          |
| 1a etapa Greg Henderson   | Lars Boom            | Lars Boom                    | Lars Boom               | Lars Boom                     | Caisse d'Epargne         |
| 2a etapa William Bonnet   | Lars Boom            | Laurent Mangel               | Luis León Sánchez       | Lars Boom                     | Caisse d'Epargne         |
| 3a etapa Peter Sagan      | Jens Voigt           | Laurent Mangel               | Peter Sagan             | Peter Sagan                   | Liquigas-Doimo           |
| 4a etapa Alberto Contador | Alberto Contador     | Laurent Mangel               | Peter Sagan             | Roman Kreuziger               | Caisse d'Epargne         |
| 5a etapa Peter Sagan      | Alberto Contador     | Amaël Moinard                | Peter Sagan             | Roman Kreuziger               | Caisse d'Epargne         |
| 6a etapa Xavier Tondo     | Alberto Contador     | Amaël Moinard                | Peter Sagan             | Roman Kreuziger               | Liquigas-Doimo           |
| 7a etapa Amaël Moinard    | Alberto Contador     | Amaël Moinard                | Peter Sagan             | Roman Kreuziger               | Ag2r-La Mondiale         |
| Final                     | Alberto Contador     | Amaël Moinard                | Peter Sagan             | Roman Kreuziger               | Ag2r-La Mondiale         |

## Punts UCI
| #  | Ciclista               | Equip | Punts |
| -- | ---------------------- | ----- | ----- |
| 1  | Alberto Contador       | AST   | 107   |
| 2  | Luis León Sánchez      | GCE   | 82    |
| 3  | Roman Kreuziger        | LIQ   | 70    |
| 4  | Samuel Sánchez         | EUS   | 63    |
| 5  | Jens Voigt             | SAX   | 56    |
| 6  | Joaquim Rodríguez      | KAT   | 46    |
| 7  | Rein Taaramae          | COF   | 31    |
| 8  | Jean-Christophe Peraud | OLO   | 20    |
| 9  | Peter Sagan            | LIQ   | 19    |
| 10 | Jérôme Coppel          | SAU   | 10    |
| 11 | Nicolas Roche          | ALM   | 7     |
| 12 | William Bonnet         | BTL   | 6     |
| 12 | Lars Boom              | RAB   | 6     |
| 12 | Greg Henderson         | SKY   | 6     |
| 12 | Amaël Moinard          | COF   | 6     |
| 12 | Xavier Tondo           | CTT   | 6     |
| 17 | Mirco Lorenzetto       | LAM   | 5     |
| 17 | Thomas Voeckler        | BTL   | 5     |
| 19 | Grega Bole             | LAM   | 4     |
| 20 | Levi Leipheimer        | RSH   | 2     |
| 20 | Jérémie Galland        | SAU   | 2     |
| 22 | Juan José Haedo        | SAX   | 1     |
| 22 | Matthieu Ladagnous     | FDJ   | 1     |
| 22 | Aleksandr Kólobnev     | KAT   | 1     |
| 22 | Tony Martin            | THR   | 1     |

| #  | Equip                 | Punts |
| -- | --------------------- | ----- |
| 1  | Astana Qazaqstan Team | 107   |
| 2  | Liquigas-Doimo        | 89    |
| 3  | Caisse d'Epargne      | 82    |
| 4  | Euskaltel–Euskadi     | 63    |
| 5  | Team Saxo Bank        | 57    |
| 6  | Team Katusha          | 47    |
| 7  | Cofidis               | 37    |
| 8  | Omega Pharma-Lotto    | 20    |
| 9  | Bbox Bouygues Telecom | 11    |
| 10 | Saur-Sojasun          | 10    |
| 11 | Lampre-Farnese Vini   | 9     |
| 12 | AG2R La Mondiale      | 7     |
| 13 | Rabobank ProTeam      | 6     |
| 13 | Cervélo TestTeam      | 6     |
| 13 | Team Sky              | 6     |
| 16 | Team RadioShack       | 2     |
| 17 | FDJ                   | 1     |
| 18 | Team HTC-Columbia     | 1     |

| #  | País          | Punts |
| -- | ------------- | ----- |
| 1  | Espanya       | 304   |
| 2  | Txèquia       | 70    |
| 3  | Alemanya      | 57    |
| 4  | França        | 50    |
| 5  | Estònia       | 31    |
| 6  | Eslovàquia    | 19    |
| 7  | Irlanda       | 7     |
| 8  | Nova Zelanda  | 6     |
| 9  | Països Baixos | 6     |
| 10 | Itàlia        | 5     |
| 11 | Eslovènia     | 4     |
| 12 | Estats Units  | 2     |
| 13 | Argentina     | 1     |
| 14 | Rússia        | 1     |